# Lasioglossum cordleyi
Lasioglossum cordleyi är en biart som först beskrevs av Crawford 1906.  Lasioglossum cordleyi ingår i släktet smalbin, och familjen vägbin. Inga underarter finns listade i Catalogue of Life.